# 259 v.Chr.
Het jaar 259 v.Chr. is een jaartal volgens de christelijke jaartelling. 

## Gebeurtenissen

### Italië
- Lucius Cornelius Scipio en Gaius Aquillius Florus zijn consul in het Imperium Romanum.
- Rome stuurt een vlootexpeditie onder Lucius Cornelius Scipio, hij verovert de havenstad Aléria op Corsica en delen van Sardinië. De Carthagers blijven in bezit van Olbia.
- Hamilcar Barkas landt met een Carthaags leger bij Drepanum (huidige Trapani) en begint een veldtocht tegen de Romeinen. De steden Enna en Camarina worden bezet.

## Geboren
- Qin Shi Huangdi (~259 v.Chr. - ~210 v.Chr.), stichter van de Qin-dynastie en eerste keizer van het Chinese Keizerrijk

## Overleden
- Ptolemaeus de Zoon, de zoon van Ptolemaeus II van Egypte die tegen zijn vader in opstand kwam